# Гаянэ (балет)
«Гаянэ»  — балет советского композитора армянского происхождения Арама Хачатуряна в 4 актах. Либретто Константина Державина.
В 1942 году для последнего действия балета был написан фрагмент под названием «Танец с саблями», получивший особую популярность.

## История создания
После успеха первого балета Арама Хачатуряна «Счастье» на декаде армянского искусства в 1939 году в Москве, дирекция Ленинградского театра оперы и балета имени С. М. Кирова заказала композитору новый балет. Написанное Константином Державиным в 1940 году либретто было основано на некоторых сюжетных ходах балета «Счастье», что позволило Хачатуряну сохранить в новом произведении лучшее, что было в его первом балете, значительно дополнив партитуру и симфонически развив её.
В 1943 году композитор получил за этот балет Сталинскую премию I степени, которую он внёс в фонд Вооруженных Сил СССР. Позже, на основе музыки к балету, композитор создал три оркестровые сюиты. В середине 1950-х годов к балету «Гаянэ» обратился Большой театр. На основе нового либретто Бориса Плетнёва, Арам Хачатурян существенно изменил партитуру балета, переписав более половины прежней музыки.

## Краткое содержание
Действие I 
На хлопковых полях армянского колхоза идет сбор нового урожая. Среди самых лучших, активных работников – колхозница Гаянэ. Муж её, Гико, бросает работу в колхозе и требует этого же от Гаянэ, которая отказывается исполнить его требование. Колхозники изгоняют Гико из своей среды. Свидетелем этой сцены является приехавший в колхоз начальник пограничного отряда Казаков.
Действие II 
Родные и друзья стараются развлечь Гаянэ. Появление Гико в доме заставляет гостей разойтись. К Гико являются три незнакомца. Гаянэ узнает о связи мужа с диверсантами и о его намерении поджечь колхоз. Попытки Гаянэ предотвратить преступный замысел тщетны.
Действие III 
Горное становище курдов. Молодая девушка Айша ждет своего возлюбленного Армена (брат Гаянэ). Свидание Армена и Айши прервано появлением трёх незнакомцев, ищущих дорогу к границе. Армен, вызвавшись быть их проводником, посылает за отрядом Казакова. Диверсанты задержаны. Вдали вспыхивает пламя пожара – это горит подожжённый колхоз. Казаков с отрядом и курды спешат на помощь колхозникам.
Действие IV
Возрождённый из пепла колхоз готовится вновь начать свою трудовую жизнь. По этому поводу в колхозе праздник. С новой жизнью колхоза начинается и новая жизнь Гаянэ. В борьбе с мужем-дезертиром она утвердила свое право на самостоятельную трудовую жизнь. Теперь Гаянэ узнала и новое, светлое чувство любви. Праздник заканчивается объявлением о предстоящей свадьбе Гаянэ и Казакова. В эту часть спектакля включены несколько народных танцев, в том числе знаменитый «Танец с саблями».

## Действующие лица
- Ованес, председатель колхоза
- Гаянэ, его дочь
- Армен, чабан
- Нунэ, колхозница
- Карен, колхозник, молодой охотник
- Казаков, начальник пограничного отряда
- Неизвестный
- Гико, колхозник
- Айша, колхозница
- Измаил
- Агроном
- Геологи
- Начальник пограничной охраны

Действие происходит в Армении в наши дни (т. е. в 30-е годы XX века).

## Сценическая жизнь

### Ленинградский театр оперы и балета имени С. М. Кирова
9 декабря 1942 года — премьера, в эвакуации на сцене Пермского театра оперы и балета
Балетмейстер-постановщик Нина Анисимова, художник-постановщик Натан Альтман, художник по костюмам Татьяна Бруни, дирижёр-постановщик Павел Фельдт
Действующие лица
- Гаянэ — Наталия Дудинская (затем Алла Шелест)
- Армен — Константин Сергеев (затем Семён Каплан)
- Нунэ — Татьяна Вечеслова (затем Фея Балабина)
- Карен — Николай Зубковский (затем Владимир Фидлер)
- Гико — Борис Шавров
- Айша — Нина Анисимова

1945 год — возобновление
Балетмейстер-постановщик Нина Анисимова, художник-постановщик Вадим Рындин, дирижёр-постановщик Павел Фельдт
Действующие лица
- Гаянэ — Наталия Дудинская (затем Алла Шелест, Нонна Ястребова)
- Армен — Константин Сергеев (затем Семён Каплан)
- Нунэ — Татьяна Вечеслова (затем Фея Балабина, Ольга Берг)
- Карен — Николай Зубковский (затем Владимир Фидлер)
- Гико — Борис Шавров
- Айша — Нина Анисимова

13 июня 1952 года — новая постановка
Балетмейстер-постановщик Нина Анисимова, художник-постановщик Валерий Доррер, дирижёр-постановщик Павел Фельдт
Действующие лица
- Гаянэ — Наталия Дудинская
- Армен — Константин Сергеев
- Нунэ — Фея Балабина (затем Татьяна Легат)
- Карен — Николай Зубковский
- Гико — Борис Шавров (затем Игорь Бельский)

### Большой театр
22 мая 1957 года — премьера
Балет в 3 актах 7 картинах с прологом. Либретто Бориса Плетнёва, балетмейстер-постановщик Василий Вайнонен, режиссёр Э. И. Каплан, художник-постановщик Вадим Рындин, дирижёр-постановщик Юрий Файер
Действующие лица
- Гаянэ — Раиса Стручкова (затем Нина Фёдорова, Марина Кондратьева)
- Армен — Юрий Кондратов (затем Юрий Гофман)
- Мариам — Нина Чкалова (затем Нина Тимофеева, Нина Чистова)
- Георгий — Ярослав Сех
- Нуннэ — Людмила Богомолова
- Карен — Эсфандьяр Кашани (затем Георгий Соловьёв)

Спектакль прошёл 11 раз, последнее представление 24 января 1958 года
19 ноября 1961 года — 4-й акт как самостоятельный спектакль
Балетмейстер-постановщик Нина Анисимова, художник-постановщик Вадим Рындин, дирижёр-постановщик Юрий Файер
Действующие лица
- Гаянэ — Нина Тимофеева
- Армен — Юрий Жданов (затем Марис Лиепа, Николай Фадеечев)
- Нуннэ — Наталья Филиппова
- Карен — Эсфандьяр Кашани
- Лезгинка — Нина Симонова и Мансур Камалетдинов (затем Наталья Касаткина, Алла Богуславская, Елена Холина и Владимир Кудряшов)
- Танец с саблями — Юламей Скотт и Шамиль Ягудин

Спектакль прошёл 15 раз, последнее представление 12 февраля 1964 года
13 марта 1984 года — новая постановка на сцене Кремлёвского дворца съездов
Автор либретто и балетмейстер-постановщик Максим Мартиросян, художник-постановщик Николай Золотарёв, дирижёр-постановщик Александр Копылов
Действующие лица
- Гаянэ — Марина Леонова (затем Ирина Прокофьева)
- Армен — Алексей Лазарев (затем Валерий Анисимов)
- Нерсо — Борис Акимов (затем Александр Ветров)
- Нунэ — Наталья Архипова (затем Марина Нудьга)
- Карен — Леонид Никонов
- Лезгинка — Елена Ахулкова и Александр Ветров

Спектакль прошёл 3 раза, последнее представление 12 апреля 1984 года

### Московский музыкальный театр имени К. С. Станиславского и Вл. И. Немировича-Данченко
Премьера прошла 3 ноября 1972 года
«Сюита из балета „Гаянэ“» — одноактный балет. Автор либретто и балетмейстер-постановщик Алексей Чичинадзе, художник-постановщик Марина Соколова, дирижёр-постановщик Владимир Эдельман
Действующие лица
- Гаянэ — Маргарита Дроздова (затем Элеонора Власова, Маргарита Левина)
- Армен — Вадим Тедеев (затем Валерий Лантратов, Владимир Петрунин)
- Нунэ — А. К. Гайсина (затем Елена Голикова)
- Карен — Михаил Крапивин (затем Вячеслав Саркисов)

### Ленинградский Малый театр оперы и балета
Премьера прошла 9 декабря 1972 года
Балет в 3 актах. Либретто, хореография и композиция — Борис Эйфман, художник-постановщик З. П. Аршакуни, музыкальный руководитель и дирижёр-постановщик А. С. Дмитриев
Действующие лица
- Гаянэ — Татьяна Фесенко (затем Тамара Статкун)
- Гико — Василий Островский (затем Константин Новосёлов, Владимир Аджамов)
- Армен — Анатолий Сидоров (затем С. А. Соколов)
- Мацак — Герман Замуэль (затем Евгений Мясищев)

### Постановки в других театрах
1943 — Свердловский театр оперы и балета, балетмейстер-постановщик Нина Анисимова
1947 — Ереванский театр оперы и балета, балетмейстер-постановщик Нина Анисимова
1947 — Киевский театр оперы и балета, балетмейстер-постановщик С. Н. Сергеев
1961 — Софийская народная опера, балетмейстер-постановщик Нина Анисимова
1970 — Театр оперы и балета «Эстония», балетмейстер-постановщик Энн Суве
1971 — Воронежский театр оперы и балета, балетмейстер-постановщик Максим Мартиросян
1971 — Ереванский театр оперы и балета, балетмейстер-постановщик Максим Мартиросян
1971 — Пермский театр оперы и балета, балетмейстер-постановщик Л. Е. Бородулин
1972 — Саратовский театр оперы и балета, балетмейстер-постановщик А. А. Асатурян
1973 — Бурятский театр оперы и балета, балетмейстер-постановщик Максим Мартиросян
1974 — Ереванский театр оперы и балета, балетмейстер-постановщик Вилен Галстян; Гаянэ — Надежда Давтян, Армен — Вилен Галстян
1976 — Рижский театр оперы и балета, балетмейстер-постановщик Борис Эйфман
1977 — Московский классический балет, балетмейстеры-постановщики Наталья Касаткина и Владимир Василёв, художник-постановщик Вильям Клементьев, дирижёр-постановщик Владимир Эдельман; Гаянэ — Наталья Данилова, Айша — Анна Сердюк, Армен — Станислав Исаев, Курд — Сергей Станов
1981 — Новосибирский театр оперы и балета, балетмейстер-постановщик Вилен Галстян
1982 — Свердловский театр оперы и балета, балетмейстер-постановщик А. А. Асатурян
24 февраля 1984 — Челябинский театр оперы и балета, балетмейстер-постановщик А. А. Асатурян, художник-постановщик Эрнст Гейдебрехт, дирижёр-постановщик В. Г. Мюнстер
25 февраля 2011 — Оперный театр в Усти-над-Лабем (Чехия), либретто и хореография Владимира Нечаса, художник-постановщик Станислав Мюллер, дирижёр-постановщик Милан Канак; Гаяне — Маргарита Плешкова, Мулла — Владимир Гончаров